# 라영환 (신학자)
라영환(羅英煥, 1963년 2월 9일~)은 대한민국의 신학자이며, 총신대학교의 조직신학교수이다.
 현재 드림포틴즈 이사, 아시아포럼 국제협력이사, 청소년학회 이사, 그리고 한국복음주의조직신학회 부회장이다. 조직신학에서 종말론 전공자이며, 예술작품을 통한 신학적 해석학의 전문가로 평가받는다.

## 학력
- University of Cambridge, Ph.D

- University of Bristol, M.A

- 총신대학교 신학대학원 (M.Div)

- 아세아연합신학대학교 (B.A)

## 경력
- 총신대학교 교수 (2013- 2022 현재)

- 드림포틴즈 이사

- 아시아포럼 국제협력이사

- 청소년학회 이사

- 복음주의 조직신학회 부회장

- 전 Research Associate, University of Cambridge
- Student Research Fellow, The Henry Meeter Centre (Calvin College, Michigan)

## 수상경력
- The St. Luke’s College Foundation Scholarship  1998- 2002

- The Cross Studentship (Faculty of Divinity, Cambridge) 1999 –2001

- The Hirst-Player Studentship (Fitzwilliam College, Cambridge) 1999

- E.D. Davids Scholarship  (Fitzwilliam College, Cambridge) 2000

- Research Awards of Board of Graduate Studies  2002

- Cambridge Overseas Trust    1999 – 2002

## 학위논문
- Ph. D. 학위논문  “The Eschatological Hermeneutics of John Calvin and Wolfhart Pannenberg”
- M. A 학위논문 “Contextualization: An Evangelical Assessment”

## 단독저서
- 라영환(2015). 『반 고흐, 삶을 그리다』. 서울: 가이드포스트.
- 라영환(2019). 『모네, 일상을 기적으로』. 서울: 피톤치드.
- 라영환(2020). 『반 고흐의 예술과 영성』. 서울: 피톤치드.
- 라영환(2021). 『반 고흐, 꿈을 그리다 』. 서울. 드림포틴즈.
- 라영환(2021). 『김홍도처럼 생각하고 행동하라』, 서울. 드림포틴즈.
- 라영환(2009)  『천국을 소유한 사람』. 서울, 좋은씨앗,
- 라영환(2013)  『복음은 광야에서 시작된다』. 서울, 예영.

## 공동저서

### 책임편집자
1.   라영환 외 7인, 『3.1운동 정신과 코로나 극복』, 서울: 피톤치드.
2.   라영환 외 5인, 『기독교 미술, 여섯 개의 시선』, 서울: YM 퍼블릭. (기독교출판문화상 신앙일반 최고상 수상)

### 공동저자
3. 라영환, 서성록, 심상용(2007). 『현대미술: 구속과 부패 사이』 서울: 아트미션.
4. 라영환, 서성록, 심상용(2008). 『기독교와 예술의 충만』 서울: 아트미션.
5. 라영환, 서성록, 오의석, 신국원(2015). 『이미지와 비전』. 서울: 예서원.
6. 라영환, 서성록, 신국원(2017). 『예술의 창조적 영성』. 서울: 예서원.

## 논문기고
1. “The cross as a symbol of the biblical notion of the right to property based on need”, Journal of Asia Evangelical Theology. Vol.II no .I&II (June, December 2003):27-34. (해외저널)
2. “Art, Modernism and Christian Faith” 『백석저널』 Vol. 6 (December 2004): 29-50. (학진등재)
3. “Eschatology and Scripture: Pannenberg’s use of Scripture in relation to his doctrine of eschatological being of God” 『개혁논총』 Vol. 3 (July 2005): 13-26.
4. “다빈치 코드와 기독교문화” 『개신논집』 Vol. 6 (October 2006): 205-235.
5. “Christ in Popular Culture in Korea” Journal of Reformed Theology Vol.1(Spring,2007): 72-83. (해와저널)
6. “경제 윤리적 관점에서 본 부흥운동”, 『부흥운동과 사회변혁의 영성』 한국기독교윤리학회논총 vol. 9 2007 (서울: 한들출판사, 2007): 101-122. (학진등재 후보)
7. “모더니즘과 삶의 파편화” 『신앙과 학문』vol. 13-1 (April 2008): 45-80. (학진 등재)
8. “칼빈의 성경해석학” 『개혁논총』 vol.11 (2009.9), 233-252. (학진등재 후보)
9. “종교개혁과 모더니즘” 『개혁논총』 vol.12 (2009.12), 249-284. (학진등재 후보)
10. “예술, 모더니즘 그리고 이데올로기” 『성경과 신학』 제 56권 (2010.10), 213-241. (학진등재)
11. “개혁신학적 입장에서 바라본 관상기도” 『개혁논총』 vol.21(2012.3), 9-44. (학진등재후보)
12. "폴 고갱의 기독교적 이미지 사용에 관한 연구" 『신앙과 학문』vol. 18-4 (2013.12), 115-139. (학진등재)
13. "고흐의 <성경이 있는 정물화>연구를 통해서 바라본 고흐의 소명에 관한 연구" 『신앙과 학문』 vol. 20-2 (2015.6), 69-90. (학진등재)
14. “빈센트 반 고흐의 삶과 예술 그리고 프로테스탄트 정신” 『신앙과 학문』 vol. 20-4 (2015.12), 69-85. (학진등재)
15. “반 고흐의 예술과 소명에 관한 연구” 『신앙과 학문』 vol. 24-4 (2019.12), 51-74. (학진등재)
16. “예술과 복음: 반 고흐의 풍경화에 대한 연구” 『신앙과 학문』 vol. 25-1 (2020.3), 61-78. (학진등재)
17. “4차 산업혁명과 개혁주의 생명신학” 『생명과 말씀』 vol.26-1 (2020.4), 43-68. (학진등재 후보)
18. “History and Eschatology: A Study on Calvin’s Understanding of History” 『개혁논총』 vol.53, 35-63. (학진등재 후보)
19. “청소년의 사회참여 역량강화를 위한 인문, 예술 융합에 관한 연구” 『청소년학연구』 vol.27-10 (2020.10), 137-165 (학진등재 후보) *청소년학회 우수논문상 수상

## 같이 보기
- 총신대학교
- 개혁신학회
- 한국복음주의신학회
- 한국복음주의조직신학회
- 한국장로교신학회
- 한국개혁신학회
- 종교개혁500주년기념일
- 한국의 신학자 목록
- 개혁신학자